# 2009-es Formula–1 európai nagydíj
Az európai nagydíj volt a 2009-es Formula–1 világbajnokság tizenegyedik futama, amelyet 2009. augusztus 21. és augusztus 23. között rendeztek meg a spanyolországi Valencia Street Circuitön, Valenciában.

## Szabadedzések

### Első szabadedzés
Az európai nagydíj első szabadedzését augusztus 21-én, pénteken délelőtt tartották.
| Helyezés | Versenyző            | Csapat/Motor         | Elért idő | Különbség | Futott kör |
| -------- | -------------------- | -------------------- | --------- | --------- | ---------- |
| 1        | Rubens Barrichello   | Brawn-Mercedes       | 1:42,460  | −         | 19         |
| 2        | Heikki Kovalainen    | McLaren-Mercedes     | 1:42,636  | + 0,176   | 16         |
| 3        | Lewis Hamilton       | McLaren-Mercedes     | 1:42,654  | + 0,194   | 18         |
| 4        | Jenson Button        | Brawn-Mercedes       | 1:43,074  | + 0,614   | 19         |
| 5        | Sebastian Vettel     | Red Bull-Renault     | 1:43,088  | + 0,628   | 17         |
| 6        | Adrian Sutil         | Force India-Mercedes | 1:43,209  | + 0,749   | 13         |
| 7        | Nakadzsima Kazuki    | Williams-Toyota      | 1:43,225  | + 0,765   | 25         |
| 8        | Mark Webber          | Red Bull-Renault     | 1:43,243  | + 0,783   | 19         |
| 9        | Fernando Alonso      | Renault              | 1:43,345  | + 0,885   | 18         |
| 10       | Kimi Räikkönen       | Ferrari              | 1:43,384  | + 0,924   | 23         |
| 11       | Sébastien Buemi      | Toro Rosso-Ferrari   | 1:43,389  | + 0,929   | 30         |
| 12       | Robert Kubica        | BMW Sauber           | 1:43,419  | + 0,959   | 20         |
| 13       | Jaime Alguersuari    | Toro Rosso-Ferrari   | 1:43,637  | + 1,177   | 30         |
| 14       | Nico Rosberg         | Williams-Toyota      | 1:43,746  | + 1,286   | 22         |
| 15       | Nick Heidfeld        | BMW Sauber           | 1:44,040  | + 1,580   | 23         |
| 16       | Giancarlo Fisichella | Force India-Mercedes | 1:44,126  | + 1,666   | 17         |
| 17       | Romain Grosjean      | Renault              | 1:44,356  | + 1,896   | 23         |
| 18       | Jarno Trulli         | Toyota               | 1:44,638  | + 2,178   | 26         |
| 19       | Timo Glock           | Toyota               | 1:44,732  | + 2,272   | 28         |
| 20       | Luca Badoer          | Ferrari              | 1:45,840  | + 3,380   | 25         |

### Második szabadedzés
Az európai nagydíj második szabadedzését augusztus 21-én, pénteken délután tartották.
| Helyezés | Versenyző            | Csapat/Motor         | Elért idő | Különbség | Futott kör |
| -------- | -------------------- | -------------------- | --------- | --------- | ---------- |
| 1        | Fernando Alonso      | Renault              | 1:39,404  | −         | 33         |
| 2        | Jenson Button        | Brawn-Mercedes       | 1:40,178  | + 0,774   | 33         |
| 3        | Rubens Barrichello   | Brawn-Mercedes       | 1:40,209  | + 0,805   | 34         |
| 4        | Nico Rosberg         | Williams-Toyota      | 1:40,385  | + 0,981   | 39         |
| 5        | Nakadzsima Kazuki    | Williams-Toyota      | 1:40,503  | + 1,099   | 35         |
| 6        | Adrian Sutil         | Force India-Mercedes | 1:40,596  | + 1,192   | 23         |
| 7        | Robert Kubica        | BMW Sauber           | 1:40,643  | + 1,239   | 34         |
| 8        | Giancarlo Fisichella | Force India-Mercedes | 1:40,681  | + 1,277   | 31         |
| 9        | Sebastian Vettel     | Red Bull-Renault     | 1:40,723  | + 1,319   | 33         |
| 10       | Heikki Kovalainen    | McLaren-Mercedes     | 1:40,738  | + 1,334   | 31         |
| 11       | Kimi Räikkönen       | Ferrari              | 1:40,739  | + 1,335   | 39         |
| 12       | Jarno Trulli         | Toyota               | 1:40,770  | + 1,366   | 32         |
| 13       | Romain Grosjean      | Renault              | 1:40,787  | + 1,383   | 35         |
| 14       | Mark Webber          | Red Bull-Renault     | 1:40,956  | + 1,552   | 37         |
| 15       | Timo Glock           | Toyota               | 1:40,985  | + 1,581   | 30         |
| 16       | Sébastien Buemi      | Toro Rosso-Ferrari   | 1:41,156  | + 1,752   | 34         |
| 17       | Nick Heidfeld        | BMW Sauber           | 1:41,350  | + 1,946   | 29         |
| 18       | Luca Badoer          | Ferrari              | 1:42,017  | + 2,613   | 37         |
| 19       | Jaime Alguersuari    | Toro Rosso-Ferrari   | 1:42,089  | + 2,685   | 34         |
| 20       | Lewis Hamilton       | McLaren-Mercedes     | 1:43,014  | + 3,610   | 3          |

### Harmadik szabadedzés
Az európai nagydíj harmadik szabadedzését augusztus 22-én, szombaton délelőtt tartották.
| Helyezés | Versenyző            | Csapat/Motor         | Elért idő | Különbség | Futott kör |
| -------- | -------------------- | -------------------- | --------- | --------- | ---------- |
| 1        | Adrian Sutil         | Force India-Mercedes | 1:39,143  | −         | 12         |
| 2        | Nakadzsima Kazuki    | Williams-Toyota      | 1:39,247  | + 0,104   | 12         |
| 3        | Robert Kubica        | BMW Sauber           | 1:39,513  | + 0,370   | 12         |
| 4        | Heikki Kovalainen    | McLaren-Mercedes     | 1:39,553  | + 0,410   | 8          |
| 5        | Nico Rosberg         | Williams-Toyota      | 1:39,732  | + 0,589   | 11         |
| 6        | Giancarlo Fisichella | Force India-Mercedes | 1:39,764  | + 0,621   | 12         |
| 7        | Jenson Button        | Brawn-Mercedes       | 1:39,883  | + 0,740   | 10         |
| 8        | Lewis Hamilton       | McLaren-Mercedes     | 1:39,980  | + 0,837   | 12         |
| 9        | Jarno Trulli         | Toyota               | 1:40,017  | + 0,874   | 11         |
| 10       | Romain Grosjean      | Renault              | 1:40,088  | + 0,945   | 11         |
| 11       | Sébastien Buemi      | Toro Rosso-Ferrari   | 1:40,118  | + 0,975   | 12         |
| 12       | Rubens Barrichello   | Brawn-Mercedes       | 1:40,192  | + 1,049   | 10         |
| 13       | Nick Heidfeld        | BMW Sauber           | 1:40,230  | + 1,087   | 12         |
| 14       | Kimi Räikkönen       | Ferrari              | 1:40,260  | + 1,117   | 12         |
| 15       | Fernando Alonso      | Renault              | 1:40,402  | + 1,259   | 9          |
| 16       | Timo Glock           | Toyota               | 1:40,443  | + 1,300   | 10         |
| 17       | Mark Webber          | Red Bull-Renault     | 1:40,879  | + 1,736   | 10         |
| 18       | Sebastian Vettel     | Red Bull-Renault     | 1:40,916  | + 1,773   | 6          |
| 19       | Jaime Alguersuari    | Toro Rosso-Ferrari   | 1:41,125  | + 1,982   | 12         |
| 20       | Luca Badoer          | Ferrari              | 1:42,198  | + 3,055   | 14         |

## Időmérő edzés
Az európai nagydíj időmérő edzése augusztus 22-én, szombaton, közép-európai idő szerint 14:00-kor kezdődött. A pole pozíciót Lewis Hamilton szerezte meg, a második rajtkockából Heikki Kovalainen rajtolhat, míg Rubens Barrichello a harmadik helyről kezdheti meg a futamot.

### Első rész
A Force India több új fejlesztéssel érkezett Valenciába, amelyeknek köszönhetően a csapat sokat javult. A szabadedzéseken elért jó eredményeket látva, valószínűsíthető volt, hogy továbbjutnak a második szakaszba. Az egyik biztos kieső a tíz év kihagyás után első Formula–1-es futamán induló Luca Badoer volt, aki a magyar nagydíjon súlyos fejsérülést szenvedett Felipe Massa helyettesítette. Az olasz versenyző mindhárom szabadedzésen az utolsó pozíciókban végzett. Nakadzsima Kazuki műszaki probléma miatt nem tudta befejezni az időmérő első részét, a japán megállt Williamsével a pálya szélén. A várakozásoknak alulteljesített Giancarlo Fisichella, illetve Jarno Trulli. Előbbi a 16., míg utóbbi csak a 18. rajtkockából kezdhette meg a versenyt. Romain Grosjean, aki a Renault-tól elbocsátott Nelson Piquet Jr. helyét vette át, továbbjutott a Q2-be. Az utolsó kieső a még mindig újoncnak számító Jaime Alguersuari volt. Az első szakaszt Jenson Button nyerte meg 1:38,531-es idővel, Lewis Hamiltont és Robert Kubicát megelőzve.

### Második rész
Grosjean sokáig csapattársához hasonló köröket futott, de Alonso az utolsó gyors körén három tizedmásodperccel jobbat autózott a franciánál, és az újonc versenyző a 14. helyről várhatta a másnapi futamot. A második szakasz meglehetősen szoros végeredménnyel zárult, a hatodik Button és a tizenkettedik Sutil között mindössze két és fél tized lett a különbség. Ezáltal a Force India német pilótája számára véget ért az időmérő, csakúgy mint a Toyota és a Toro Rosso másik versenyzője, Timo Glock, illetve Sébastien Buemi számára. Nick Heidfeld nem sokkal maradt le Kimi Räikkönentől, aki utolsóként jutott be a legjobb tíz közé. A három legjobb időt Barrichello, Hamilton és Kovalainen futotta.

### Az edzés végeredménye
| Helyezés | Versenyző            | Csapat/Motor         | 1. rész  | 2. rész  | 3. rész  |
| -------- | -------------------- | -------------------- | -------- | -------- | -------- |
| 1        | Lewis Hamilton       | McLaren-Mercedes     | 1:38,649 | 1:38,182 | 1:39,489 |
| 2        | Heikki Kovalainen    | McLaren-Mercedes     | 1:38,816 | 1:38,230 | 1:39,532 |
| 3        | Rubens Barrichello   | Brawn-Mercedes       | 1:39,019 | 1:38,076 | 1:39,563 |
| 4        | Sebastian Vettel     | Red Bull-Renault     | 1:39,295 | 1:38,273 | 1:39,789 |
| 5        | Jenson Button        | Brawn-Mercedes       | 1:38,531 | 1:38,601 | 1:39,821 |
| 6        | Kimi Räikkönen       | Ferrari              | 1:38,843 | 1:38,782 | 1:40,144 |
| 7        | Nico Rosberg         | Williams-Toyota      | 1:39,039 | 1:38,346 | 1:40,185 |
| 8        | Fernando Alonso      | Renault              | 1:39,155 | 1:38,717 | 1:40,236 |
| 9        | Mark Webber          | Red Bull-Renault     | 1:38,983 | 1:38,625 | 1:40,239 |
| 10       | Robert Kubica        | BMW Sauber           | 1:38,806 | 1:38,747 | 1:40,512 |
| 11       | Nick Heidfeld        | BMW Sauber           | 1:39,032 | 1:38,826 |          |
| 12       | Adrian Sutil         | Force India-Mercedes | 1:39,145 | 1:38,846 |          |
| 13       | Timo Glock           | Toyota               | 1:39,459 | 1:38,991 |          |
| 14       | Romain Grosjean      | Renault              | 1:39,322 | 1:39,040 |          |
| 15       | Sébastien Buemi      | Toro Rosso-Ferrari   | 1:38,912 | 1:39,514 |          |
| 16       | Giancarlo Fisichella | Force India-Mercedes | 1:39,531 |          |          |
| 17       | Nakadzsima Kazuki    | Williams-Toyota      | 1:39,795 |          |          |
| 18       | Jarno Trulli         | Toyota               | 1:39,807 |          |          |
| 19       | Jaime Alguersuari    | Toro Rosso-Ferrari   | 1:39,925 |          |          |
| 20       | Luca Badoer          | Ferrari              | 1:41,413 |          |          |

## Futam
Az európai nagydíj futama augusztus 23-án, vasárnap, közép-európai idő szerint 14:00 órakor rajtolt.
| Helyezés | Rajtszám | Versenyző            | Csapat/Motor         | Futott kör | Idő/Kiesés oka    | Rajthely | Pont |
| -------- | -------- | -------------------- | -------------------- | ---------- | ----------------- | -------- | ---- |
| 1        | 23       | Rubens Barrichello   | Brawn-Mercedes       | 57         | 1h35:51,289       | 3        | 10   |
| 2        | 1‡       | Lewis Hamilton       | McLaren-Mercedes     | 57         | + 2,358           | 1        | 8    |
| 3        | 4‡       | Kimi Räikkönen       | Ferrari              | 57         | + 15,994          | 6        | 6    |
| 4        | 2‡       | Heikki Kovalainen    | McLaren-Mercedes     | 57         | + 20,032          | 2        | 5    |
| 5        | 16       | Nico Rosberg         | Williams-Toyota      | 57         | + 20,870          | 7        | 4    |
| 6        | 7        | Fernando Alonso      | Renault              | 57         | + 27,744          | 8        | 3    |
| 7        | 22       | Jenson Button        | Brawn-Mercedes       | 57         | + 34,913          | 5        | 2    |
| 8        | 5        | Robert Kubica        | BMW Sauber           | 57         | + 36,667          | 10       | 1    |
| 9        | 14       | Mark Webber          | Red Bull-Renault     | 57         | + 44,910          | 9        |      |
| 10       | 20       | Adrian Sutil         | Force India-Mercedes | 57         | + 47,935          | 12       |      |
| 11       | 6        | Nick Heidfeld        | BMW Sauber           | 57         | + 48,822          | 11       |      |
| 12       | 21       | Giancarlo Fisichella | Force India-Mercedes | 57         | + 1:03,614        | 16       |      |
| 13       | 9        | Jarno Trulli         | Toyota               | 57         | + 1:04,527        | 18       |      |
| 14       | 10       | Timo Glock           | Toyota               | 57         | + 1:26,519        | 13       |      |
| 15       | 8        | Romain Grosjean      | Renault              | 57         | + 1:31,774        | 14       |      |
| 16       | 11       | Jaime Alguersuari    | Toro Rosso-Ferrari   | 56         | + 1 kör           | 19       |      |
| 17       | 3‡       | Luca Badoer          | Ferrari              | 56         | + 1 kör           | 20       |      |
| 18       | 17       | Nakadzsima Kazuki    | Williams-Toyota      | 53         | Kiállt            | 17       |      |
| Ki       | 12       | Sébastien Buemi      | Toro Rosso-Ferrari   | 41         | Fékhiba/Kicsúszás | 15       |      |
| Ki       | 15       | Sebastian Vettel     | Red Bull-Renault     | 23         | Motorhiba         | 4        |      |

* A ‡-tel jelzett autók használták a KERS-t.

## A világbajnokság állása a verseny után
| H   | Versenyzők         | Pont | H   | Konstruktőrök        | Pont |
| --- | ------------------ | ---- | --- | -------------------- | ---- |
| 1.  | Jenson Button      | 72   | 1.  | Brawn-Mercedes       | 126  |
| 2.  | Rubens Barrichello | 54   | 2.  | Red Bull-Renault     | 98,5 |
| 3.  | Mark Webber        | 51,5 | 3.  | Ferrari              | 46   |
| 4.  | Sebastian Vettel   | 47   | 4.  | McLaren-Mercedes     | 41   |
| 5.  | Nico Rosberg       | 29,5 | 5.  | Toyota               | 38,5 |
| 6.  | Lewis Hamilton     | 27   | 6.  | Williams-Toyota      | 29,5 |
| 7.  | Kimi Räikkönen     | 24   | 7.  | Renault              | 16   |
| 8.  | Jarno Trulli       | 22,5 | 8.  | BMW Sauber           | 9    |
| 9.  | Felipe Massa       | 22   | 9.  | Toro Rosso-Ferrari   | 5    |
| 10. | Timo Glock         | 16   | 10. | Force India-Mercedes | 0    |

## Statisztikák
Vezető helyen:
- Lewis Hamilton : 31 (1-15 / 21-36)
- Heikki Kovalainen : 1 (16)
- Rubens Barrichello : 25 (17-20 / 37-57)

Rubens Barrichello 10. győzelme, Lewis Hamilton 14. pole-pozíciója, Timo Glock 1.leggyorsabb köre.
- Brawn 7. győzelme.

Romain Grosjean első versenye.